# Serina-treonina proteína fostatasa con manos EF
La enzima Serina-treonina proteína fosfatasa con manos EF cataliza la reacción de defosforilación de una fosfoproteína.
fosfoproteína + H2O {\displaystyle \rightleftharpoons } proteína + fosfato
Pertenece a las fosfoproteína fostatasas, EC 3.1.3.16 Archivado el 27 de septiembre de 2008 en Wayback Machine.. Este grupo de enzimas eliminan el grupo fosfato unido a un aminoácido serina o treonina de un amplio rango de fosfoproteínas incluyendo algunas enzimas que han sido fosforiladas bajo la acción de una kinasa. Son muy importantes en el control de eventos intracelulares en células eucariotas.
Esta proteína contiene un dominio catalítico proteína fosfatasa y al menos dos motivos manos EF de unión al calcio en el dominio C-terminal. El gen que codifica la proteína tiene una alta similitud de secuencia con el gen C de degeneración retinal (rdgC) de la Drosophila.

## PPEF1
Aunque sus sustratos son desconocidos, se ha sugerido que la enzima participa en funciones específicas de las neuronas sensoriales o en el desarrollo. 

## PPEF2
Aunque sus sustratos son desconocidos se ha sugerido que la enzima participa en el sistema visual. Se expresa específicament en los fotorreceptores y la glándula pineal.
- Datos: Q6125895